# Volksbeweging voor de Bevrijding van Angola

Partijvlag

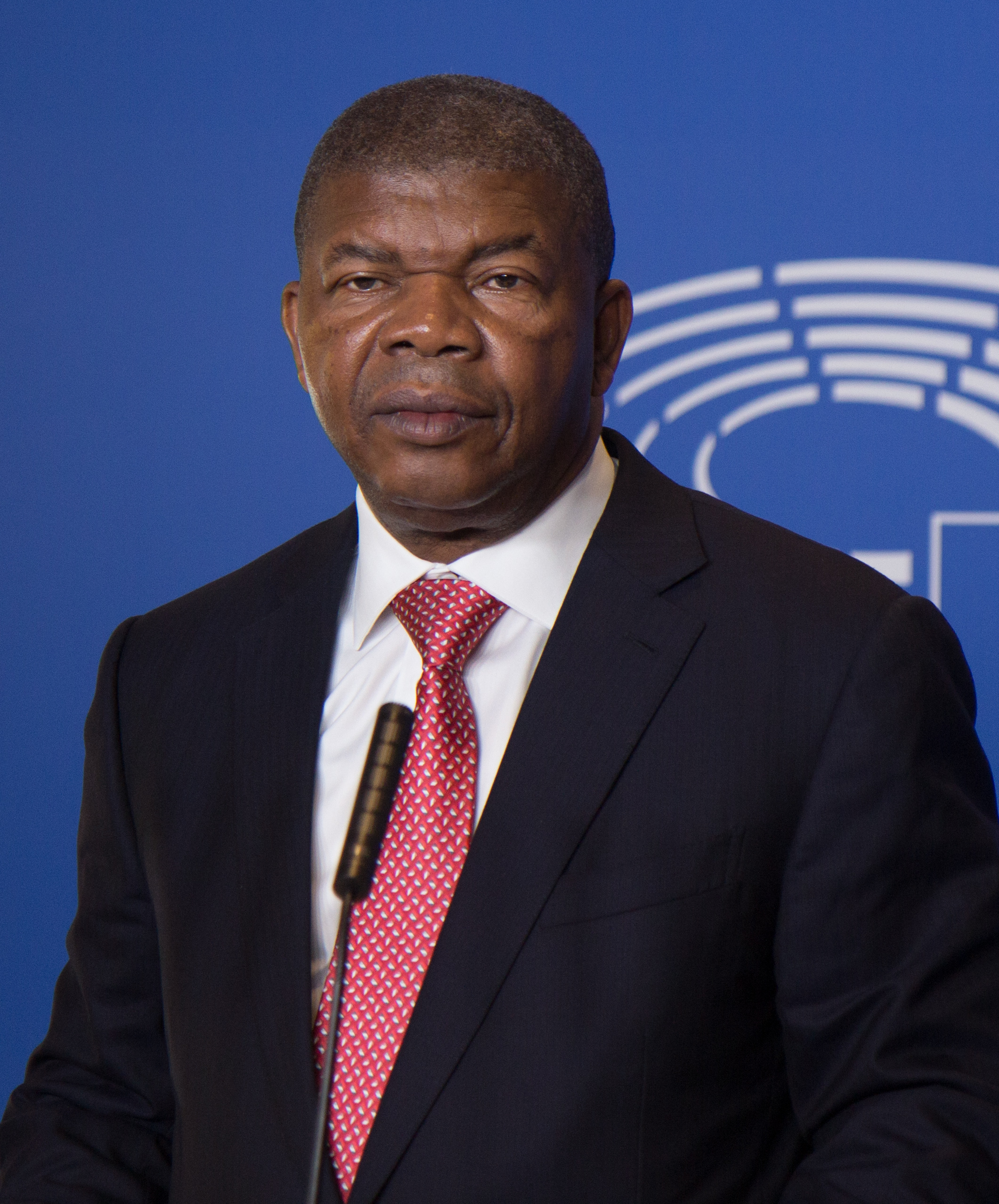
Partijleider João Lourenço, president van Angola sinds 2017

De  Volksbeweging voor de Bevrijding van Angola (Portugees: Movimento Popular de Libertação de Angola, MPLA) was een Angolese gewapende onafhankelijkheidsbeweging, na de onafhankelijkheid omgevormd tot communistische politieke partij die sinds de onafhankelijkheid onafgebroken over het land heeft geregeerd.

## Geschiedenis
MPLA werd in 1956 opgericht om de Portugese koloniale machthebber uit Angola (toen nog Portugees West-Afrika geheten) te verdrijven. Aanvankelijk opereerde de MPLA vreedzaam, maar toen de Portugese autoriteiten in 1961 haar leiders lieten oppakken en opsluiten, koos men voor een guerrillastrijd. In 1961 werd Agostinho Neto, een arts, tot voorzitter van de MPLA gekozen.

### Verhuizing
Vrijwel direct na het aantreden van Neto als voorzitter verhuisde een deel van de leiding van Angola naar Zaïre. Daar werden ze echter in 1963 het land uitgezet omdat generaal Mobutu, de Congolese president, had besloten om de Angolese FNLA van zijn familielid Holden Roberto te gaan steunen. De FNLA was toen de grootste concurrerende bevrijdingsbeweging en ideologisch gezien minder links dan de MPLA.

#### MPLA
De leiding van de MPLA vestigde zich vanaf dat moment in Congo-Brazzaville, waar een marxistische regering aan de macht was. Vanaf dat moment en mede door de invloed van Neto werd de MPLA gematigd-marxistisch. Vanaf 1966 opereerde de MPLA ook vanuit Zambia.
Nadat in 1974 in Portugal een democratische regering aan de macht was gekomen, droegen de Portugezen in november 1975 de macht in Angola over aan de MPLA. Neto werd toen de eerste president van Angola. In februari 1976 werd Angola een eenpartijstaat.

#### MPLA-PT
In december 1977 werd de naam van de MPLA gewijzigd in MPLA-Partido de Trabalho (MPLA-Partij van de Arbeid). De president van de Volksrepubliek Angola werd tevens voorzitter van de MPLA-PT. De MPLA-PT ontwikkelde zich tot een marxistische eenheidspartij. Na het overlijden van president Agostinho Neto in september 1979 volgde zijn minister van Planning José Eduardo dos Santos hem als president en partijvoorzitter op.
In 1991 werd door president Dos Santos een meerpartijenstelsel ingevoerd en de monopoliepositie van de MPLA-PT afgeschaft. De MPLA-PT is thans via democratische verkiezingen de regeringspartij van Angola.
In september 2018 was João Lourenço leider van de partij na de beslissing van José Eduardo dos Santos met pensioen te gaan.